# 장료
장료(중국어 정체자: 張遼, 간체자: 张辽, 병음: Zhāng Liáo 장랴오[*], 169년~222년)는 중국 후한 말과 삼국시대 위나라의 장군으로 자는 문원(중국어 정체자: 文遠, 간체자: 文远, 병음: Wényuǎn 원위안[*])이다. 초반에 여러 세력을 전전하다가 조조에게 귀순한 후 맹활약하였다. 특히 합비 전투에서 7,000명으로 손권의 호왈 10만이라 위세부린 수만 군사를 물리치는 등 주로 동오 전선을 담당하며 맹위를 떨쳤다. 정사에서는 조조 막하에서 가장 맹장이었으며 오나라와의 전투에서 실수가 없었고 전선에 나가 장수급을 수없이 베고 승리를 이끌어서 오나라에서는 어린 아이들도 장문원 이름만 들어도 벌벌 떨 정도였다고 한다. 정사에서 서주군 전투때는 관운장과 전투중에 수십합을 겨뤄도 밀리지가 않았고 관우가 힘겨워하자 도와주러온 부장 장익, 마상, 주원 등을 죽였다. 이때 관우는 후퇴하였고 조조군에 포위된 관우는 잠시 항복하여 몸을 의탁하게 되었다.(유비 부인과 식솔이 있기에 더는 전투를 할 수가 없었다고 한다.)

## 생애

### 주군을 찾아서
병주 안문군 마읍현(馬邑縣) 사람으로 선조는 전한 무제 때의 섭일(聶壹)이다. 섭일이 흉노를 유인하여 섬멸하려 했던 일 때문에 원한을 피하여 성씨를 고쳤다. 젊어서 군의 관리가 되었으며 병주자사 정원이 종사(從事)로 삼아 군을 이끌고 수도로 가게 했다. 대장군 하진은 장료를 하북으로 보내 병사 1,000여 명을 모았다. 그 사이 하진은 십상시에게 암살당하고 동탁이 조정과 중앙군을 장악했으므로 장료도 동탁의 지휘를 받았다. 192년(초평 3년) 여포가 동탁을 죽이고 집권하면서 장료는 기도위로 승진하였다. 다시 1달 만에 정권은 이각에게 돌아갔고 패망한 여포를 쫓아 서주까지 가서 28살의 나이에 노국상(魯國相)과 북지태수(北地―)를 겸하였다. 198년(건안 3년) 음력 9월 고순과 함께 하후돈을 깨트리고 유비의 패성(沛城)을 점령하였다. 여포가 토벌당하자 조조에게 부하들을 이끌고 항복하여 중랑장과 관내후(關內侯)를 받았다.

### 조조에게 귀순
200년 원소가 남진하면서 안량으로 하여금 백마(白馬, 지금의 허난성 화현)를 공격하였다. 조조는 연진(延津)에서 도하하는 척해서 원소군의 본대를 분리하고 백마를 기습하였다. 장료와 관우가 선봉이 되어 안량을 베었다. 이외에도 여러 전공을 세워 비장군(裨将軍)에 올랐다. 관도 대전에서 승리한 후 노국의 여러 현을 접수하였다. 201년 하후연과 함께 동해군에서 창희를 몇 달간 포위 공격했으나 이기지 못하고 군량이 다 떨어졌다. 회군하기 전에 장료가 창희와 단둘이 만나 설득하니 그가 투항하였다.

### 하북 쟁탈전
202년 조조가 원상, 원담과 여양(黎陽, 지금의 허난성 쉰 현)에서 공방전을 벌일 때 종군하였다. 203년 3월(음력) 여양이 함락되고 중견장군(中堅将軍)이 되었다. 4월 조조를 따라 업으로 진격했지만 원상의 수비에 막혔고 대신 악진과 같이 음안(陰安)을 쳐서 그 주민을 황하 이남으로 이주시켰다. 204년 조조가 다시 업을 공격할 때 참전하였다. 8월 업이 무너진 후 조국(趙國), 상산군 방면으로 나아가 흑산적 손경 등 여러 산적들을 규합하였다. 205년 조조의 지휘 하에 원담을 격멸한 후 요동의 도적 유의(柳毅)를 무찌르는 등 바닷가 일대까지 정리하고 돌아오니 조조가 친히 맞으며 탕구장군(盪寇将軍)에 임명했다. 형주 강하군의 여러 현들도 평정하여 도정후(都亭侯)에 봉해졌다.

### 백랑산 전투
207년 조조가 원상과 오환을 마저 정벌하려 하기에 장료는 다른 장수들과 함께 ‘유표가 유비를 시켜 허도를 기습할 수도 있다’며 말렸다. 그럼에도 조조는 ‘유표는 유비를 신임하지 않는다’는 곽가의 진언에 따라 출병하였고 장료는 이를 수행하였다. 원상과 오환 연합군은 유성(柳城, 지금의 랴오닝성 차오양시)에 주둔했는데 조조는 그 앞에서 퇴각하는 척하면서 전주가 알려준 200년 간 끊어졌어도 이용할 수 있었던 샛길을 몰래 돌파하였다. 원상군은 200리가 남았을 때에야 알아차리고 황급히 진형을 짰다. 8월 백랑산(白狼山)에서 양군이 우연히 만났고 장료와 장합이 선발대의 적은 병사로도 바로 몰아쳐서 대승을 거두었다. 답돈은 조순의 호표기에게 붙잡혀 참수당했고 원상과 원희는 공손강에게 달아났다가 죽었다.

### 반란 진압
208년 조조가 형주로 남하하기 직전 장료는 영천군 장사현(長社縣, 지금의 허난성 창거 시)에서 주둔하고 있었다. 밤중에 누군가가 난을 일으키고 불을 지르니 모두 동요했다. 장료는 주동자가 소수임을 간파하고 난에 가담하지 않은 자는 침착하게 앉아 있으라 명하였다. 이후 측근 수십 명을 데리고 주동자만을 처단하였다.
209년 진란과 매성(梅成)이 육안(六安)에서 반기를 들었다. 장료가 장합과 우개(牛蓋)를 거느려 진란을 맡고, 우금과 장패가 매성을 맡았다. 매성은 우금에게 거짓 항복하여 전력을 보전했다가 진란에게 합류하였다. 진란은 첨산(灊山)으로 들어가 버텼다. 그중에서도 천주산(天柱山)은 험하고 깊어서 사람이 겨우 들어갈 수 있는 곳이었다. 우금은 장료에게 계속 군량을 보급하고, 장패는 환현(皖縣, 지금의 안후이성 첸산 현), 서현(舒縣, 지금의 안후이성 루장 현) 일대에서 한당과 손권을 격파하여 오나라의 지원을 차단함으로써 장료가 마음 놓고 작전할 수 있도록 도왔다. 결국 장료가 험난한 산세를 무릅쓰고 깊이 돌입하여 진란과 매성을 베고 그 무리를 모두 포획하였다. 이 공으로 식읍이 늘고 가절(假節) 권한까지 생겼다.

### 합비 전투의 서막
214년 5월 손권이 여몽, 감녕 등을 이끌고 환성으로 쳐들어왔다. 장료가 원군으로 달려갔지만 협석(夾石)에 다다랐을 때 성이 함락당해 돌아왔다. 장료는 악진, 이전과 함께 7,000명으로 합비를 지켰다. 215년 조조가 장로를 토벌하러 떠나면서 호군(護軍) 설제에게 ‘적이 침입하면 뜯어보라’고 겉에 쓰인 교서를 보냈다. 8월 손권이 정말로 합비를 포위했는데 병력이 무려 10만 명이었다. 열어본 교서에는 장료, 이전은 나가 싸우고 악진은 수비하고 설제는 참전하지 말라고 씌어 있었지만 전력 차이가 너무 심했기 때문에 많은 장수들이 회의적이었다. 장료만이 주장하기를 가만히 농성해봤자 무너질 것이 뻔하고 손권군이 태세를 미처 갖추기 전에 급습하여 예봉을 꺾어놔야 병사들의 사기를 다스리고 성을 지켜낼 수 있다고 하였다. 여기에 이전이 평소 장료와의 불화에도 불구하고 같이 행동하기로 결정하였다. 밤중에 정예병 800명을 모아 소를 잡아 배불리 먹이고 동트기를 기다렸다.

### 장료가 온다

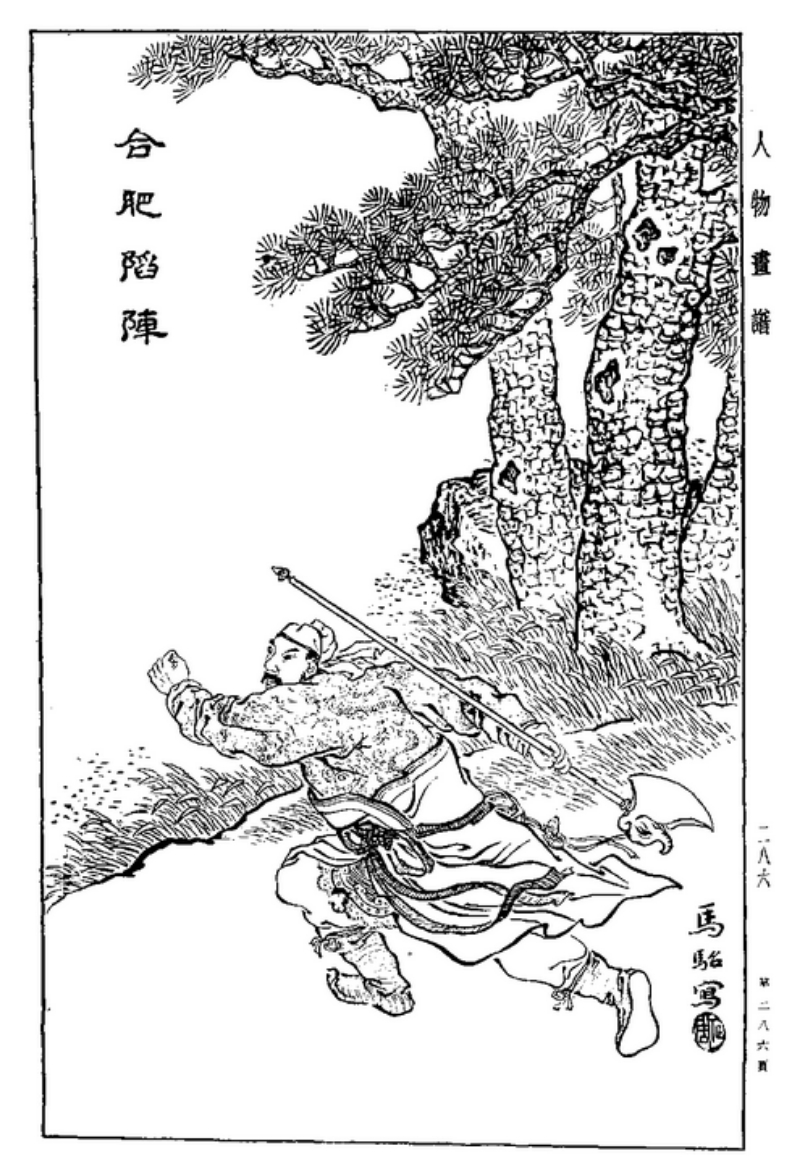
장료

날이 밝자마자 장료와 이전이 돌격하였다. 장료는 자신의 이름을 크게 외치며 병사 수십 명과 장수 2명을 베고 손권의 지휘 막사까지 유린하였다. 손권과 좌우가 깜짝 놀라 근처 언덕으로 도주하였다. 손권은 장료의 군세가 적은 것을 보고는 겹겹이 예워싸도록 했으나 장료는 이를 뚫어냈다. 아직 빠져나오지 못한 남은 병사들이 “장군님은 우리를 버리십니까?”라고 부르짖으니 다시 포위망에 뛰어들어 모두를 구출하였다. 손권군은 바람에 이리저리 휘날리는 갈대처럼 짓밟혔고 사기는 완전히 바닥으로 떨어졌다. 합비로 복귀해서 방비를 굳건히 하자 성에 있는 자들이 안정되고 장수들은 경탄을 금치 못하였다.
손권은 10여 일 정도만 찔러보고는 역병까지 겹쳐 회군하였다. 손권은 군을 무르면서 최후미인 소요진(逍遙津) 북쪽에 가장 늦게까지 남았다. 여몽, 장흠, 능통, 감녕, 그리고 1,000명의 근위병만이 손권을 호위하였다. 장료가 이를 놓치지 않고 즉시 출격하였다. 피 튀는 난전 속에 손권은 가까스로 몸을 피했다. 전투 종료 후 장료가 항복한 오나라 사람에게 물었다. “말을 능숙하게 타고 활을 잘 쏘는 상체가 길고 하체가 짧은 자줏빛 수염의 장군이 있던데 그게 누구요?” 손권이라고 대답하자 잡지 못한 것을 아쉬워하였다. 조조가 매우 장하게 여기고 정동장군(征東将軍)을 주었다.
217년 유수구 전투에서 장패와 선봉이었고 전후 하후돈 등과 함께 거소(居巢, 지금의 안후이성 차오후시)를 지켰다. 219년(건안 24년) 관우가 번성(樊城)의 조인을 포위하고 손권은 스스로 칭번하기에 조조는 장료로 하여금 조인을 구하게 했다. 장료가 도착하기 전에 서황이 먼저 관우를 물리치고 포위를 풀었다. 조조의 지휘소가 있던 마피(摩陂)에서 조조를 배알하고 진군에 주둔했다.

### 조비의 즉위와 죽음
220년 조비(훗날 위 문제)가 위왕을 이으면서 전장군으로 오히려 강등되고 형 장범(張汎)과 아들은 열후(列侯)에 봉해졌다. 이내 손권과 반목해서 조비는 장료를 도향후(都鄉侯)에 봉하고 다시 합비에 주둔케 했다. 조비는 장료의 어머니에게는 수레를 하사하고 병마(兵馬)를 보내 그 가족을 전송하였으며 합비의 모든 장수와 관리들은 길가에 정렬하여 절하며 맞이하도록 했다. 보는 이들이 이를 명예로운 일로 여겼다. 조비가 황제에 오르면서 장료도 진양후(晉陽侯)로 올랐다. 식읍도 1,000호를 더하여 모두 2,600호가 되었다.
221년(황초 2년) 문제는 장료에게는 저택을, 장료의 어머니에게는 특별히 전각을 지어 주고, 장료의 모집에 응해서 오나라를 쳐부쉈던 병사들은 호분(虎賁)으로 삼았다. 8월 손권이 이릉 대전으로 인해 칭번했으므로 옹구(雍丘, 지금의 허난성 치현)로 돌아왔는데 병이 나고 말았다. 문제는 시중(侍中) 유엽에 태의(太醫)를 딸려 보내 살폈으며 장료의 상태를 묻는 호분이 끊이지 않았다. 병이 낫지 않자 장료를 행재소(行在所)로 들이고 친히 문병을 가 그 손을 잡으며 위로하였다. 또 임금의 옷을 하사하고 태관(太官)으로 하여금 매일 임금의 음식을 보냈다. 어느 정도 차도가 있어 옹구로 돌아갔다.
222년 문제가 오나라에 대한 남정을 시작하여 장료와 조휴는 해릉(海陵, 지금의 장쑤성 타이저우시)으로 갔다. 손권이 이를 심히 꺼려서 장수들에게 장료가 아무리 병들었어도 주의할 것을 당부했다. 여범을 상대로 선전했으나 결국 강도(江都)에서 병사했다. 문제가 눈물을 흘리며 시호를 강후(剛侯)라 했다. 아들 장호가 후사를 이었다.

## 성품
담력이 남달랐다. 몇 달 동안 서로 전투를 벌였던 창희가 장료의 설득에 응해 투항하자 그 답례로 혼자 창희의 본거지인 삼공산(三公山)에 올라 그 가족에게 예를 갖추었다. 창희가 감격하여 장료를 따라 허창까지 와서 조조를 배알하였다. 창희가 돌아간 후 장료는 조조에게서 ‘적의 소굴에 단독으로 들어가는 것은 대장이 해서는 안 되는 행동’이라는 주의를 받았다. 백랑산 전투에서는 적은 병사로 갑자기 원상과 오환 연합군을 만났음에도 바로 칠 것을 조조에게 권하기도 하였다. 합비 전투에서는 직접적으로 지명되어 나가 싸우라는 교서까지 받을 정도였으며 그대로 손권군을 상대로 무쌍난무를 선보였다. 216년 조조는 격전지를 둘러보며 매우 오랫동안 감탄하였다. 오나라 사람들에게는 극한의 공황감으로 남아서 ‘울던 아이 장료 온다는 말에 울음 그친다’는 말까지 생겨났다.
공과 사도 구별하였다. 관우가 잠시 조조에게 의탁하고 있을 때 장료가 조조의 명을 받아 관우의 의중을 물었다. 관우는 유비와 함께 죽기로 맹세했다며 조조에게서 받은 은혜를 갚는대로 떠날 것이라고 하였다. 장료는 이대로 전하면 형제 같은 관우를 조조가 죽일까 두려웠고, 전하지 않자니 주군을 섬기는 도리가 아니었다. 고민 끝에 사실대로 고했고 조조는 관우를 의롭게 여겨 그렇게 해주었다. 이 일은 이후 신하의 바른 자세로써 회자되었다.
의로웠고 잘못이 있으면 고쳤다. 장료가 장사현에 주둔할 무렵 우금은 영음(潁陰)에, 악진은 양책(陽翟, 지금의 허난성 위저우 시)에 주둔했는데 셋은 서로 사이가 좋지 않았다. 사공연속주부(司空掾屬主簿) 조엄이 세 군영의 일에 매사 간여하며 타이르니 모두 깨우쳐 화목해졌다. 합비에서는 호군 무주(武周)와 틈이 벌어져 양주 자사 온회에게 호질로 변경해줄 것을 청한 적이 있다. 호질이 병을 핑계로 사양하자 장료가 직접 그 이유를 물었다. 호질은 관포지교의 우정을 먼저 얘기한 후 “무주는 한때 장군께서 입에 침이 마르도록 칭찬한 고아한 선비입니다. 그런데도 지금 사이가 벌어졌으니 하물며 저 같이 모자른 자가 어찌 끝까지 좋은 관계를 유지하겠습니까?”라고 대답하였고 이에 깨달은 장료는 무주와의 관계를 회복하였다.

## 평가
조조는 206년 헌제에게 올리는 표(表)에서 우금, 악진, 장료를 이렇게 표현했다. ‘이들은 무력이 걸출할 뿐더러 계략까지 능합니다. 충성심도 한결같아 절의를 지킵니다. 싸울 때마다 병사를 지휘하여 어떠한 강한 적이라도 분격하여 물리치고 스스로 북을 쳐 지치지도 않습니다. 원정을 가면 군대를 어루만져 화합하게 하고 법을 받듭니다. 적을 만나면 과감하게 결단하면서도 실수가 없습니다.’ 그래서 우금은 호위장군(虎威―), 악진은 절충장군(折衝―), 장료는 탕구장군에 임명됐다. 조비는 장료에게서 합비의 무용을 듣고는 소호(召虎, 주 선왕 때의 명장)라 하였고 225년 장료와 이전을 추념하며 “800명으로 10만 명을 깨뜨리는 미증유의 용병술은 지금까지도 오나라 사람들의 전의를 상실하게 만들고 있으니 실로 우리나라의 발톱과 어금니이다.”라 말하고 각각의 아들 1명에게 관내후를 수여하였다. 부현(傅玄)은 조인 다음으로 가장 용맹하다고 평하였고 《삼국지》의 저자 진수는 조조 휘하의 훌륭한 장수로는 장료, 악진, 우금, 장합, 서황 5명이 으뜸으로 가히 명장이라고 하였다. 이외에도 동아시아의 문인 및 사가들이 무략을 논할 때 자주 언급하였다.

## 삼국지연의
소설 《삼국지연의》에서는 장막이 여포를 끌어들여 연주에서 거병할 때부터 팔건장의 일원으로서 여포의 부하로 등장한다. 각종 전투를 수행하다가 여포가 죽은 후 조조에게 귀순한다. 서주에서 독립한 유비가 조조에게 깨져서 하비성에 고립된 관우를 세 가지 죄를 들어 설득하여 항복하게 한다. 관우가 유비를 찾아 오관참육장을 벌이고 하후돈과 싸우려 할 때 조조의 관우를 보내준다는 명을 알리며 둘의 싸움을 말린다. 하북, 적벽에서 활약하고 합비 전투(작중 209년)에서 손권군 태사자의 계략을 간파하여 역습하고 중상을 입혀 결국 죽인다. 소요진에서 악진, 이전과 함께 손권을 쫓아낸 후 제2차 합비 전투 내지 유수구 전투(작중 215년)로 이어진다. 조비가 오나라에 대한 친정에 실패하고(작중 224년) 퇴각하는 것을 호위하다가 정봉(丁奉)의 화살에 맞아 허창에서 죽는다.

## 가계
- 아들 : 장호

## 관련 작품

### 만화
- 《삼국전투기》, 최훈 : 장료가 주인공

## 같이 보기
- 오자양장
- 삼국지 인물 목록

## 참고 문헌
- 《삼국지》17권 위서 제17 장료
- 《삼국지》1권 위서 제1 무제 조조